# 래스커-드베이키 임상 의학 연구상
래스커-드베이키 임상 의학 연구상(영어: Lasker-DeBakey Clinical Medical Research Award)은 래스커 재단(Lasker Foundation)에서 수여하는 의학상이다. 1946년에 제정되어 매년 수여하고 있다. 환자에 대한 임상 치료법의 개선에 기여한 의학자에게 수여된다.

## 주요 수상자
- 카를 란트슈타이너 (1946년 수상)
- 막스 타일러 (1949년 수상)
- 게오르요스 파파니콜라우 (1950년 수상)
- 호프만 라 로슈 (1955년 수상)
- 브리스톨 마이어스 스큅 (1955년 수상)
- 조너스 소크 (1956년 수상)
- 찰스 브렌턴 허긴스 (1963년 수상)
- 앨버트 세이빈 (1965년 수상)
- 뤽 몽타니에 (1986년 수상)
- 배리 마셜 (1995년 수상)
- 하비 J. 올터 (2000년 수상)
- 마이클 호턴 (2000년 수상)
- 로버트 에드워즈 (2001년 수상)
- 투유유 (2011년 수상)

## 같이 보기
- 래스커상